# Monomorium dine
Monomorium dine (лат.) — вид мелких муравьёв рода Monomorium из подсемейства мирмицин. Нью-Мексико, США. Социальный паразит других муравьёв.

## Этимология
Видовое название дано в честь индейского народа Навахо; самоназвание — diné («люди») (Diné People; Нью-Мексико, США), на территории резервации которого была обнаружена типовая серия. Видовой эпитет — существительное в приложении.

## Описание
Мелкие муравьи, самки длиной около 2 мм (рабочие отсутствуют). От близких видов отличается следующими признаками: . Усики 12-члениковые с 3-члениковой булавой. Усиковые бороздки отсутствуют. Стебелёк между грудкой и брюшком состоит из двух члеников: петиолюса и постпетиолюса (последний четко отделен от брюшка), жало развито. M. dine, по-видимому, является социальным паразитом, инквилином, у которого нет своих рабочих и который эксплуатирует свободноживущего хозяина Monomorium.

## Распространение
США, штат Нью-Мексико, округ Сан-Хуан. Новый вид социального паразита был обнаружен на высоте 2544 м на горе Бьютифул в резервации индейцев племени навахо Навахо-Нейшен (Beautiful Mountain. GPS: 36,5011°N, 108,9672°W).